# Bruxelles II
Expresia Bruxelles II se utilizează adesea pentru a se face referire la Regulamentul (CE) nr. 2201/2003 al Consiliului din 27 noiembrie 2003 privind competența, recunoașterea și executarea hotărârilor judecătorești în materie matrimonială (divorț, custodie, răpire internațională de minori) și în materia responsabilității parentale față de copiii comuni împreună cu modificările ulterioare și anume:
- Regulamentul (CE) nr. 2201/2003 care a înlocuit vechiul Regulamentul (CE) nr. 1347/2000 din 28 mai 1998.
- Există o propunere de amendare a regulamentului (CE) nr. 2201/2003 (vezi bibliografia)

Regulamentului (CE) nr. 2201/2003 privind competența, recunoașterea și executarea hotărârilor judecătorești în materie matrimonială și în materia răspunderii părintești este un document în vigoare în toate statele membre ale Uniunii Europene, cu excepția Danemarcei. Acest regulament abrogă Regulamentului (CE) nr. 1347/2000 care trata același subiect.. Regulamentul dorește să clarifice modul în care se recunosc și se execută hotărârile judecătorești în materiilor civile relativ la divorț, separarea de drept și anularea căsătoriei precum și relativ la atribuirea, exercitarea, delegarea, retragerea totală sau parțială a răspunderii părintești.

## Istoric
De la 1 martie 2005 jurisdicția, recunoașterea și aplicarea deciziilor referitoare la responsabilitățile părinților sunt guvernate de către Ordinul Consiliului (EC) numărul 2201/2003 din 27 noiembrie 2003 privind jurisdicția, recunoașterea și aplicarea sentințelor în drept familial și în dreptul privind responsabilitățile părinților, care abrogă Ordinul (EC) numărul 1347/2000. Acest ordin a fost adoptat în 27 noiembrie 2003 și intră în vigoare la 1 martie 2005. El abrogă și înlocuiește ordinul consiliului (EC) numărul 1347/2000 din 29 mai 2000 privind jurisdicția, recunoașterea și aplicarea sentințelor din dreptul familiei și cele referitoare la responsabilitățile părinților pentru copiii ambilor soți, care a intrat în vigoare la 1 martie 2001. Ordinul aduce laolaltă într-un singur text reglementările privind aspectele de ordin familial și cele referitoare la responsabilitățile părinților.

## Obiective
Regulamentul stabilește norme care reglementează jurisdicția internațională, recunoașterea și executarea hotărârilor judecătorești în cazuri referitoare la divorț, separare și anularea căsătoriei și a hotărârilor judecătorești privind responsabilitatea parentală față de copiii ambilor soți, pronunțate în legătură cu aceștia. 

## Documente abrogate de acest Regulament
Acest regulament a înlocuit Convenția Bruxelles II din 28 mai 1998 pentru toate statele membre, cu excepția Danemarcei.

## Conținutul regulamentului

#### A. După materie, Regulamentul cuprinde norme privind
- Divorțul, separarea de drept, anularea căsătoriei;
- Atribuirea, exercitarea, delegarea, retragerea totală sau parțială a răspunderii părintești (ex. încredințarea minorilor, stabilirea dreptului de vizită, tutela, curatela, plasamentul, etc.).

#### B. După obiectul reglementării, Regulamentul cuprinde
- Reguli privind competența instanțelor de judecată;
- Reguli privind procedura recunoașterii și executării pe teritoriul unui stat membru al Uniunii Europene a hotărârilor judecătorești pronunțate într-un alt stat membru;
- Atribuțiile autorităților centrale ale statelor membre desemnate [4].

## Întinderea regulamentului

### Aria de aplicare
Norma se aplică începând cu 1 martie 2005 în toate statele membre ale Uniunii Europene cu excepția Danemarcei. Ea se aplică în cele 10 state membre care au aderat la Uniunea Europeană la 1 mai 2004. Norma se aplică în mod direct în statele membre și are întâietate în fața legilor naționale.

### Aspecte acoperite de către Regulament
Regulamentul stabilește reguli privind jurisdicția (Capitolul II), recunoașterea și executarea (Capitolul III) și colaborarea dintre autoritățile centrale (Capitolul IV) în domeniul responsabilităților părinților. El conține legi specifice privind cazurile de răpire a copilului și referitoare la drepturile de acces.

### Limitări
Regulamentul (CE) nr. 2201/2003 nu se aplică în materie de filiație, adopție, stabilire nume minor, emancipare, obligație de întreținere, acte fiduciare și succesiuni ori în privința măsurilor luate ca urmare a săvârșirii de către minor a unor fapte penale.

## Instanța competentă în caz de divorț[6]
Indiferent de locul unde a fost încheiată căsătoria sau de cetățenia avută de soți, cererea de divorț poate fi introdusă în fața instanțelor competente din statul:
- reședinței obișnuite a soților sau
- ultimei reședințe obișnuite a soților în condițiile în care unul dintre ei încă locuiește acolo sau
- reședinței obișnuite a pârâtului sau
- reședinței obișnuite a unuia dintre soți (în caz de cerere comună) sau
- reședinței obișnuite a reclamantului, în cazul în care acesta a locuit acolo cel puțin un an, imediat înaintea introducerii cererii sau
- reședinței obișnuite a reclamantului, în cazul în care acesta a locuit acolo cel puțin șase luni, imediat înaintea introducerii cererii și în cazul în care acesta este fie cetățean al statului membru respectiv, fie, în cazul Regatului Unit și al Irlandei, are "domiciliul" în acel loc.
- Cererea de divorț poate fi introdusă și în statul de cetățenie a celor doi soți sau, în cazul Regatului Unit și al Irlandei, în statul "domiciliului" comun.

## Instanța competentă pentru problemele legate de încredințarea copiilor[6]
'Vreau să obțin o hotărâre definitivă sau provizorie de încredințare a minorului. Instanța competentă.

#### Regula
Instanța competentă să se pronunțe într-o cerere având ca obiect încredințarea unui minor este cea de la reședința obișnuită a copilului la momentul sesizării (indiferent de cetățenia acestuia ori a părinților săi).

#### Excepții
- Instanța competentă sesizată cu o cerere de divorț, separare de drept sau anulare a căsătoriei va fi competentă să se pronunțe și în privința unei cereri de încredințare a minorului doar dacă cel puțin unul dintre soți exercită răspunderea părintească față de copil și competența instanțelor a fost acceptată expres sau în orice alt mod neechivoc de către soți și de către titularii răspunderii părintești, ia data sesizării instanței judecătorești, iar aceasta este în interesul superior al copilului.
- Va fi competentă instanța din statul membru cu care minorul are o strânsă legătură, în special datorită faptului că unul dintre titularii răspunderii părintești își are reședința obișnuită aici sau copilul este cetățean al respectivului stat membru, în cazul în care competența respectivei instanțe a fost acceptată în mod expres sau în orice alt mod neechivoc de către toate părțile la procedură la data sesizării, iar competența este în interesul superior al copilului.
- Instanța judecătorească dintr-un stat membru competentă pentru a soluționa cauza pe fond poate, în cazul în care consideră că o instanță dintr-un alt stat membru cu care copilul are o legătură specială este mai bine plasată pentru a soluționa cauza sau o parte specifică a acesteia și atunci când acest lucru servește interesul superior al copilului, să suspende procedura sau respectiva parte a acesteia și să invite părțile să depună o cerere la instanța judecătorească din acest alt stat membru ori să solicite instanței judecătorești din alt stat membru să-și exercite competența.

## Recunoașterea deciziilor judecătorești[6]
Am obținut o hotărâre judecătorească de divorț sau de încredințare într-un stat membru al Uniunii Europene. Cum pot beneficia de efectele sale într-un alt stat membru? Acte necesare.
- Pentru actualizarea actelor de stare civilă pe baza unei hotărâri pronunțate în alt stat membru în materie de divorț, separare de corp sau anulare a căsătoriei care nu mai poate fi supusă nici unei căi de atac în conformitate cu dreptul respectivului stat membru, nu este necesară nicio procedură. Pentru actualizarea datelor din registrul de stare civilă, hotărârea străină de divorț va trebui însoțită de certificatul prevăzut la Anexa I din Regulament, eliberat la cerere de instanța judecătorească sau de autoritatea competentă din statul membru de origine.
- Hotărârile judecătorești pronunțate într-un stat membru cu privire la exercitarea răspunderii părintești față de un copil, care sunt executorii în acel stat și care au fost notificate sau comunicate, se execută într-un alt stat membru după ce s-a încuviințat executarea la cererea oricărei părți interesate. Competența aparține tribunalului. Partea interesată va trebui să prezinte:

1. O copie a hotărârii care să întrunească toate condițiile necesare în vederea stabilirii autenticității sale;
2. Certificatul prevăzut la Anexa II din Regulament, eliberat la cerere de instanța judecătorească sau de autoritatea competentă din statul membru de origine;
3. Originalul sau o copie certificată pentru conformitate a documentului care stabilește că actul de sesizare a instanței sau un act echivalent a fost notificat sau comunicat părții care nu s-a prezentat ori orice document care arată că pârâtul a acceptat hotărârea în mod neechivoc (doar în cazul în care este vorba despre o hotărâre în lipsă).
4. Înapoierea copilului care rezultă dintr-o hotărâre judecătorească executorie pronunțată într-un stat membru ulterior pronunțării unei hotărâri de ne-înapoiere în conformitate cu articolul 13 din Convenția de la Haga din 1980, este recunoscută și executorie într-un alt stat membru fără să fie necesară încuviințarea executării și fără să fie posibil să se opună recunoașterii sale, în cazul în care hotărârea a fost certificată în statul membru de origine utilizând formularul al cărui model este prevăzut în anexa IV din Regulament.

- Dreptul de vizită acordat printr-o hotărâre judecătorească executorie pronunțată într-un stat membru este recunoscut și are forță executorie într-un alt stat membru fără să fie necesară încuviințarea executării și fără să fie posibil să se opună recunoașterii acesteia în cazul în care hotărârea a fost certificată în statul membru de origine utilizând formularul al cărui model este prevăzut în anexa III din Regulament.

## Alte aspecte reglementate de Regulament
- Procedura plasamentului de minori într-o familie substitutivă sau într-un centru de plasament aflat pe teritoriul unui alt stat membru (art. 56)
- Competența instanțelor de judecată pentru luarea unor măsuri provizorii sau asigurătorii cu privire la persoanele sau bunurile prezente într-un stat membru chiar dacă, în temeiul Regulamentului, o instanță dintr-un alt stat membru este competentă pentru soluționarea cauzei pe fond (art. 20);
- În conformitate cu dreptul statului membru în materie de protecție a datelor cu caracter personal, autoritățile centrale cooperează între ele ori cu titularul răspunderii părintești în vederea obținerii și schimbului de informații privind situația copilului, privind orice procedură în curs referitoare la un copil, facilitarea comunicărilor între instanțele judecătorești etc. (art. 55).